# نوكيا C5-00
نوكيا C5-00 (بالإنجليزية: Nokia C5-00)‏ هو هاتف محمول من نوكيا يعمل بنظام سيمبيان، تم طرحه في الأسواق في 2010.

## الخصائص
- نظام التشغيل: سيمبيان
- الوزن: 89.3 غ (0.197 رطل)
- المعالج: 600 ميجا هرتز
- التخزين: 16 جيجابايت